# Drużyna (cykl powieściowy)
Drużyna (ang. Brotherband) – seria powieści fantasy autorstwa australijskiego pisarza Johna Flanagana. Pierwsza książka zatytułowana Wyrzutki (ang. The Outcasts) została wydana w Australii i Stanach Zjednoczonych 1 listopada, a w Nowej Zelandii 4 listopada 2011 roku. Seria jest spin-offem innej popularnej serii tego pisarza – Zwiadowcy, ale jej fabuła skupia się na nowych postaciach ze Skandii.

## Opis fabuły
Bohaterami serii są Skandianie: Hal Mikkelson, Stig Olafson, Thorn i drużyna Czapli. Hal jest synem skandyjskiego wojownika i aralueńskiej matki. W Skandii od dawna zwyczajem jest, że chłopcy zostają podzieleni na drużyny i przechodzą trzymiesięczne szkolenie, w trakcie którego uczą się żeglarstwa, walki, taktyki, sztuki przetrwania. To wyzwanie ma na celu, aby młody mężczyzna stał się wojownikiem, a najsilniejsza drużyna zwycięża. Kiedy w końcu im się to udaje, pełnią honorową wartę pilnując skarbu Skandii. Podczas ich straży do portu zawitał piracki okręt, którego załoga wykrada skarb. Drużyna Czapli staje się wyrzutkami. Wyruszają wraz z Thornem, by odzyskać skarb Skandii.

## Księgi w serii
| Numer Księgi | Polski tytuł         | Tytuł oryginalny      | Data wydania w Polsce | Data wydania oryginału | Stron wydanie polskie | Stron wydanie oryginalne | ISBN                   |
| ------------ | -------------------- | --------------------- | --------------------- | ---------------------- | --------------------- | ------------------------ | ---------------------- |
| 1            | Wyrzutki             | The Outcasts          | 9 maja 2012           | 1 listopada 2011       | 440                   | 452                      | ISBN 978-83-7686-117-3 |
| 2            | Najeźdźcy            | The Invaders          | 24 września 2012      | 1 maja 2012            | 438                   | 464                      | ISBN 978-83-7686-123-4 |
| 3            | Pościg               | The Hunters           | 23 lutego 2013        | 1 listopada 2012       | 408                   | 416                      | ISBN 978-83-7686-177-7 |
| 4            | Niewolnicy z Socorro | Slaves of Socorro     | 31 maja 2014          | 1 maja 2014            | 478                   | 480                      | ISBN 978-83-7686-244-6 |
| 5            | Góra Skorpiona       | Scorpion Mountain     | 19 listopada 2014     | 4 listopada 2014       | 456                   | 448                      | ISBN 978-83-7686-299-6 |
| 6            | Nieznany ląd         | The Ghostfaces        | 18 maja 2016          | 16 maja 2016           | 350                   | 400                      | ISBN 978-83-7686-458-7 |
| 7            | Kaldera              | The Caldera           | 8 listopada 2017      | 30 października 2017   | 400                   | 432                      | ISBN 978-837686-560-7  |
| 8            | Powrót Temudżeinów   | Return of the Temujai | 1 października 2019   | 1 października 2019    | 347                   | 400                      | ISBN 978-83-7686-790-8 |
| 9            | Morska Pogoń         | The Stern Chase       | 18 maja 2022          | 29 marca 2022          | 336                   | 304                      | ISBN 978-1-76104-306-2 |